# قناری زرد (فیلم)
«قناری زرد» (انگلیسی: Yellow Canary (film)) فیلمی در ژانر جاسوسی به کارگردانی هربرت ویلکاکس است که در سال ۱۹۴۳ منتشر شد. از بازیگران آن می‌توان به آنا نیگل و ریچارد گرین اشاره کرد.